# XRCO Awards
Les XRCO Awards sont des cérémonies de récompenses pornographique dercenée chaque année par la X-Rated Critics Organization pour récompenser les personnalités et productions de l'industrie pornographique.

## Historique
Les premiers prix XRCO ont été décernés à Hollywood le 14 février 1985. La pratique initiale consistant à remettre les prix le jour de la Saint-Valentin a été maintenue jusqu'en 1991,.
Aujourd'hui, la cérémonie de remise des prix XRCO est un événement discret, qui ressemble davantage à une grande fête qu'à une présentation formelle, et elle a lieu généralement au printemps ou au début de l'été de l’année. Contrairement aux AVN Awards et aux XBIZ Awards, il s'agit de la seule remise de prix de l’industrie qui ne soit pas ouverte au grand public. Les prix XRCO sont décernés dans quelque 30 à 40 catégories. Ces catégories vont du Hall of Fame aux catégories traditionnelles du type « Meilleur film ».
L’admission pour assister aux cérémonies se fait uniquement sur réservation ou sur invitation pour les artistes reconnus, les autres membres de l'industrie adulte et les membres votants de la XRCO. L'événement annuel rassemble généralement entre 400 et 600 personnes.

## Trophée

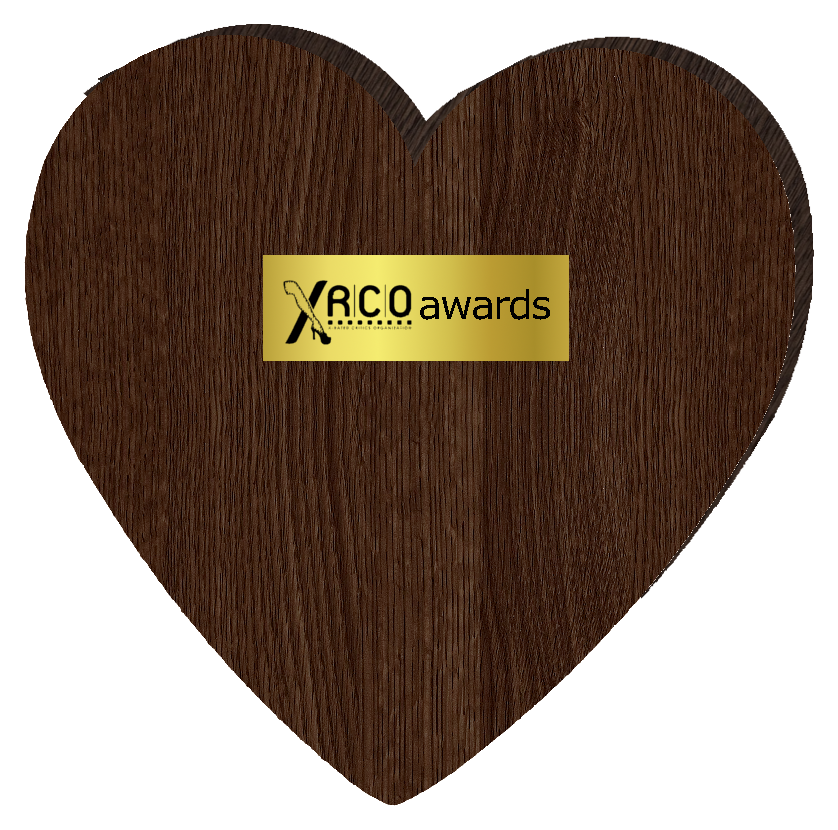
Design de l’ancien trophée en bois

A l’origine les premiers trophées décernés étaient en forme de cœur, fabriqués à la main en bois de haute qualité. Depuis 2015, ils sont maintenant transparents et d’apparence plus moderne,.

## Palmarès
Dans le palmarès qui suit, l'année indiquée est celle de la cérémonie de remise des prix, les films primés sont donc sortis l'année précédente.

## Autres prix
Avant 2006, il existait des catégories indépendantes pour les films, les videos et les DVD’'.